# Terry Fields
Terence Fields (* 8. März 1937 in Bootle; † 28. Juni 2008 in Netherton, Sefton) war ein britischer Politiker der Labour Party.
Fields gehörte von 1983 bis 1992 dem House of Commons an. Bei der Wahl 1992 trat er als Unabhängiger an, unterlag aber der Labour-Kandidatin Jane Kennedy. Fields starb an Lungenkrebs. Er war verheiratet und hatte drei Kinder, zwei Söhne und eine Tochter.